# Torsten Mindermann
Torsten Mindermann (* 1971 in Düsseldorf) ist ein deutscher Ökonom und Hochschullehrer.

## Leben
Mindermann absolvierte 1991 am Düsseldorfer Gymnasium Koblenzer Straße das Abitur. Er studierte von 1992 bis 1996 Betriebswirtschaftslehre an der Universität Düsseldorf. Von 1997 bis 1999 war er Projektleiter in der Fondsabteilung der Deutschen Immobilien Leasing GmbH. Die Promotion zum Dr. rer. pol. 2000 erfolgte ebenfalls in Düsseldorf mit der Dissertation Konzeption von Filmfonds: eine Analyse der Chancen und Risiken unter besonderer Berücksichtigung des § 2b EStgwar. Er war von 2001 bis 2007 wissenschaftlicher Assistent am Lehrstuhl für Betriebswirtschaftslehre, insbesondere Unternehmensprüfung und Controlling in Düsseldorf. Nach dem Steuerberaterexamen 2004 und der Bestellung zum Steuerberater war er von 2007 bis 2008 Akademischer Oberrat am Lehrstuhl für Betriebswirtschaftslehre, insbesondere Unternehmensprüfung und Controlling in Düsseldorf. Er habilitierte sich dort 2007 mit der Schrift Die Abbildung der Ressource Wissen in der kapitalmarktorientierten Rechnungslegung – Grenzen und Möglichkeiten und lehrte anschließend als Privatdozent. 2008/2009 wirkte er als Lehrstuhlvertreter an der Technischen Universität Ilmenau.
Mindermann ist seit 2010 Universitätsprofessor und Inhaber des Lehrstuhls für Allgemeine Betriebswirtschaftslehre und Rechnungs-, Revisions- sowie betriebliches Steuerwesen der Universität Greifswald, nachdem er dort bereits seit Herbst 2009 als Vertretungsprofessor wirkte.
Mindermann beschäftigt sich in seiner Forschung mit der Bilanzierung von immateriellem Vermögen, betriebliche Besteuerung und steuerliche Verlustnutzung.

## Schriften (Auswahl)
- mit Gerrit Brösel und Christoph Freichel: German Accounting: A Guide for Students and Professionals, ESV, Berlin 2021, ISBN 978-3-503-20619-3.
- Buchführung und Jahresabschlusserstellung nach HGB: Lehrbuch, 7. Auflage, Schmidt, Berlin 2020, ISBN 978-3-503-19491-9.
- Buchführung und Jahresabschlusserstellung nach HGB: Klausurtraining, 6. Auflage, Schmidt, Berlin 2020, ISBN 978-3-503-19492-6.
- Investitionsrechnung. Grundlagen – Rechenverfahren – Entscheidungen. Schmidt, Berlin 2015, ISBN 3-503-15772-7.
- mit Peter Kajüter und Carsten Winkler (Hg.): Controlling und Rechnungslegung. Bestandsaufnahme, Schnittstellen, Perspektiven. Festschrift für Professor Dr. Klaus-Peter Franz. Schäffer-Poeschel, Stuttgart 2011, ISBN 3-7910-3092-2.
- Wissen in der Rechnungslegung. BoD, Norderstedt 2007, ISBN 978-3-8370-6060-7.
- Konzeption von Filmfonds: eine Analyse der Chancen und Risiken unter besonderer Berücksichtigung des § 2b EStg. BoD, Norderstedt 2001, ISBN 978-3-8311-1842-7.